# De Roomakker
De Roomakker is een provinciaal domein gelegen in de Belgische gemeente Tielrode. Het hele jaar door is het 12 ha grote domein gratis toegankelijk, het wordt vooral bezocht door wandelaars. De naam Roomakker verwijst naar een vermoedelijke 16e-eeuwse eigenaar, de familie Van Roome. Het domein ligt ten oosten van de Hofstraat en ten westen achter de huizen van de Kerkstraat.

## Vijvers
Centraal in dit natuurgebied zijn de drie vijvers of putten, van noord naar zuid zijn dat: de Jan Bootsenput, de Roomackerput en de Appelvoordeput. De gewonnen klei diende als grondstof voor de Antwerpse Machiensteenbakkerij Tielrode (AMT) die in 1929 werd opgericht, die bleef eigenaar van het terrein tot de jaren 80. In 1981 was er even sprake dat het een stortplaats klasse 2 ging worden. Onder plaatselijke protest ging dit echter niet door. Ondertussen zijn deze voormalige kleiputten volwaardige vijvers midden een uiteenlopende fauna en flora.
De provincie Oost-Vlaanderen kocht dit gebied aan in 1993 en zorgt verder voor de grootschalige werken aldaar. De pilootgemeente Temse zorgt voor het dagelijks beheer.

## Wandeling
De Roomackerroute is een wandeling van 9 km. De start ligt bij 't Veer te Tielrode, aan de rivier de Durme. De tocht loopt uiteraard door het provinciaal domein De Roomakker.